# عروسی زیبا
عروسی زیبا (به انگلیسی: Beautiful Wedding) یک فیلم کمدی رمانتیک آمریکایی محصول سال ۲۰۲۴ به نویسندگی و کارگردانی راجر کامبل است. این فیلم بر اساس رمان «عروسی زیبا» نوشته چیمی مک گوایر در سال ۲۰۱۳ ساخته شده‌است و دنباله‌ای برای فاجعه زیبا (۲۰۲۳) است.
این فیلم از ۲۴ ژانویه ۲۰۲۴ برای دو شب در سینماها اکران شد. این فیلم توسط ورتیکال انترتینمنت در ۱۳ فوریه ۲۰۲۴ روی پلتفرم‌های دیجیتال اکران شد.

## تولید
فیلمبرداری اصلی در پایان سال ۲۰۲۲ در جمهوری دومینیکن انجام شد.

## داستان
ابی و تراویس را دنبال می‌کند که پس از یک شب دیوانه وار در لاس وگاس، متوجه می‌شوند که ازدواج کرده‌اند. آنها برای ماه عسل با دوستان و خانواده به مکزیک می‌روند.